# Леберехт, Карл Александрович
Карл Александрович Леберехт (нем. Carl Leberecht; 1755—1827) — медальер Санкт-Петербургского монетного двора, академик Императорской Академии художеств.

## Биография
Родился в Мейнингене. В середине 1770-х годов был подмастерьем резчика по дереву Шварца. В 1779 году начал работать на санкт-петербургском монетном дворе; в 1783 году был направлен усовершенствовать своё искусство в Рим, где проникся идеями классицизма. В 1785 году вернулся в Россию; занимался в Кабинете резных камней Екатерины II. В 1794 году он получил звание академика Академии Художеств, в 1799 — принял русское подданство и стал главным медальером Российской империи. С 1800 года до конца своей жизни он был преподавателем в Академии художеств, где он реорганизовал класс резания на стали и крепких камнях в медальерный класс. В том же году он признан был почётным вольным общником Академии и состоял учителем императрицы Марии Фёдоровны, которая довольно искусно резала на камне. Среди его учеников были также А. Алексеев, А. Клепиков, И. Шилов.
Карл Леберехт был одним из лучших медальеров своего времени и имел звание почётного члена Берлинской и Стокгольмской академии. Им гравировано множество камней и медалей; наиболее замечательны медали: на раздел Польши, на 100-летие Петербурга, на открытие полтавского монумента, на открытие новой Санкт-Петербургской биржи, на 100-летие присоединения Риги к России, в честь А. В. Суворова (1791), Г. А. Потёмкина, С. К. Грейга, И. И. Бецкого, Шереметева и др.
Кроме медалей, работал и над штемпелями монет — пробного портретного рубля Павла I 1796 года и пробных рублей Александра I 1801, 1806 и 1807 годов.